# Senice
Senice jsou obec v okrese Nymburk ve Středočeském kraji. Leží sedm kilometrů severovýchodně od Poděbrad. Mají 204 obyvatel.

## Název
Její jméno je etymologicky odvozeno od sena. K roku 1481 se uvádí jako špitálská vesnice, když byla postoupena jistému panu Hynkovi. Musela tedy předtím patřit některému špitálu. 

## Historie
První písemná zmínka o obci pochází z roku 1383, kdy se připomíná villa Syenyczy.
V obci Senice (365 obyvatel, četnická stanice) byly v roce 1932 evidovány tyto živnosti a obchody: obchod s dobytkem, hospodářské strojní družstvo, 2 hostince, 2 koláři, 2 kováři, obuvník, rolník, 2 obchody se smíšeným zbožím, trafika.

## Obyvatelstvo
| Rok            | 1869 | 1880 | 1890 | 1900 | 1910 | 1921 | 1930 | 1950 | 1961 | 1970 | 1980 | 1991 | 2001 | 2011 | 2021 |
| -------------- | ---- | ---- | ---- | ---- | ---- | ---- | ---- | ---- | ---- | ---- | ---- | ---- | ---- | ---- | ---- |
| Počet obyvatel | 229  | 289  | 296  | 312  | 309  | 362  | 356  | 278  | 265  | 226  | 214  | 184  | 175  | 175  | 202  |
| Počet domů     | 25   | 35   | 39   | 40   | 55   | 57   | 75   | 83   | 75   | 72   | 69   | 82   | 82   | 87   | 89   |

## Obecní správa

### Územněsprávní začlenění
Dějiny územněsprávního začleňování zahrnují období od roku 1850 do současnosti. V chronologickém přehledu je uvedena územně administrativní příslušnost obce v roce, kdy ke změně došlo:
- 1850 země česká, kraj Jičín, politický i soudní okres Poděbrady[10]
- 1855 země česká, kraj Čáslav, soudní okres Poděbrady
- 1868 země česká, politický i soudní okres Poděbrady
- 1939 země česká, Oberlandrat Kolín, politický i soudní okres Poděbrady[11]
- 1942 země česká, Oberlandrat Hradec Králové, politický okres Nymburk, soudní okres Poděbrady[12]
- 1945 země česká, správní i soudní okres Poděbrady[13]
- 1949 Pražský kraj, okres Poděbrady[14]
- 1960 Středočeský kraj, okres Nymburk
- k 1. lednu 1988 Středočeský kraj, okres Nymburk, obec Okřínek[15]
- k 1. lednu 1992 Středočeský kraj, okres Nymburk[15]
- 2003 Středočeský kraj, okres Nymburk, obec s rozšířenou působností Poděbrady

### Obecní symboly
Znak a vlajka byly obci uděleny rozhodnutím předsedy Poslanecké sněmovny Parlamentu České republiky dne 8. listopadu 2016.

## Doprava
Dopravní síť
- Pozemní komunikace – Obcí prochází silnice I/32 Libice nad Cidlinou – Jičín.

- Železnice – Železniční trať ani stanice na území obce nejsou.

Veřejná doprava 2011
- Autobusová doprava – V obci měla zastávku autobusová linka Poděbrady-Dymokury-Chotěšice/Městec Králové (v pracovní dny 4 spoje) (dopravce Okresní autobusová doprava Kolín, s. r. o.) a dálková linka Špindlerův Mlýn-Vrchlabí-Jičín-Poděbrady-Praha (dopravce KAD, s. r. o.).

## Společnost

### Operace Silver A

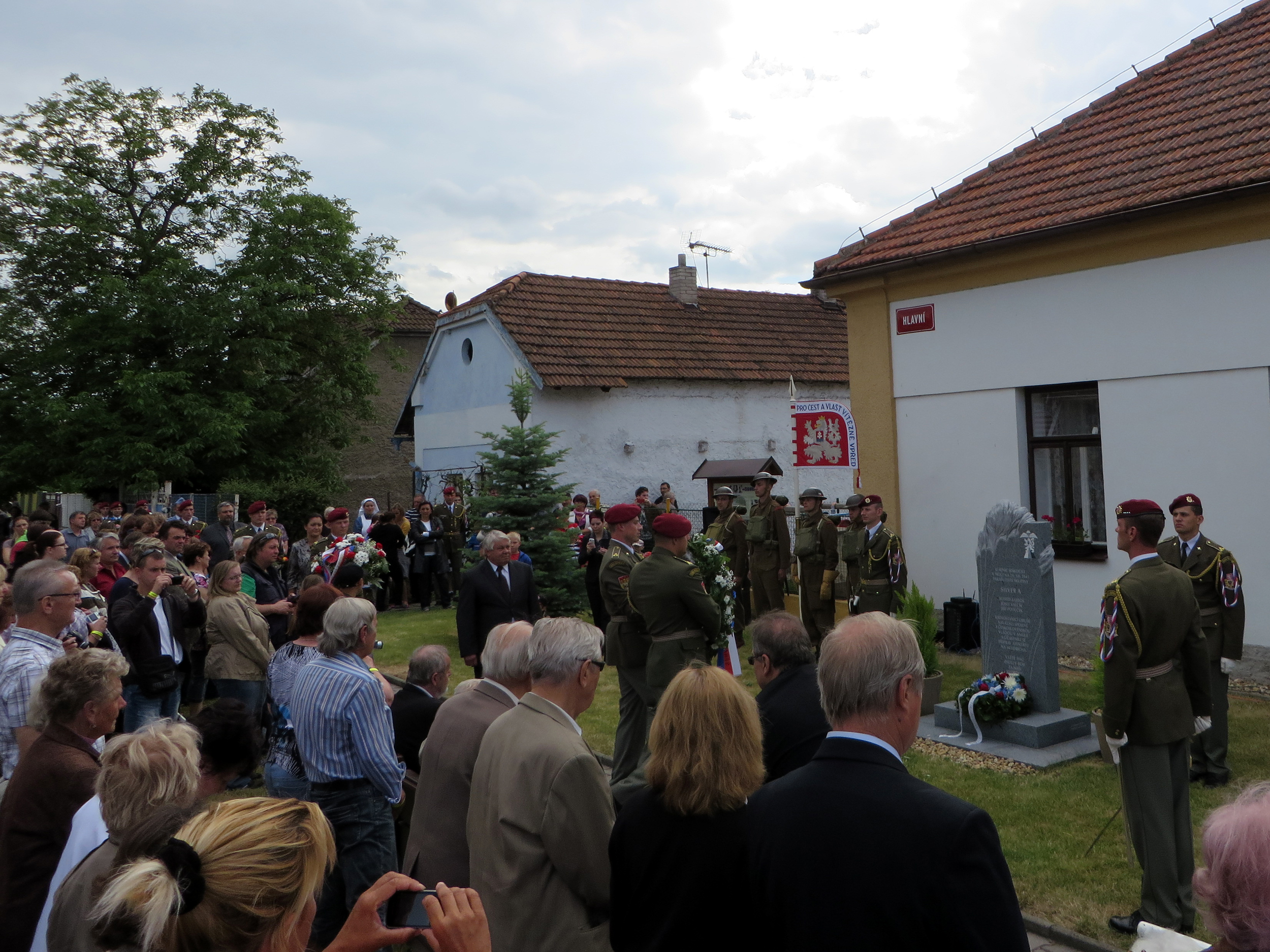
Pietní akt u pomníku paraskupiny Silver A

V noci 29. prosince 1941 seskočili nedaleko obce parašutisté výsadkové skupiny Silver A, jejichž hlavním úkolem bylo obnovení rádiového spojení s Londýnem. Rovněž se podíleli na přípravách odstranění zastupujícího říšského protektora Reinharda Heydricha. Dne 14. června 2012 byl v Senicích odhalen nový pomník k uctění památky statečných bojovníků. Pravidelně zde probíhají vzpomínkové akce.

## Senice ve filmu
- Natáčel se zde film Nikdy nejsme sami režiséra Petra Václava.

## Galerie

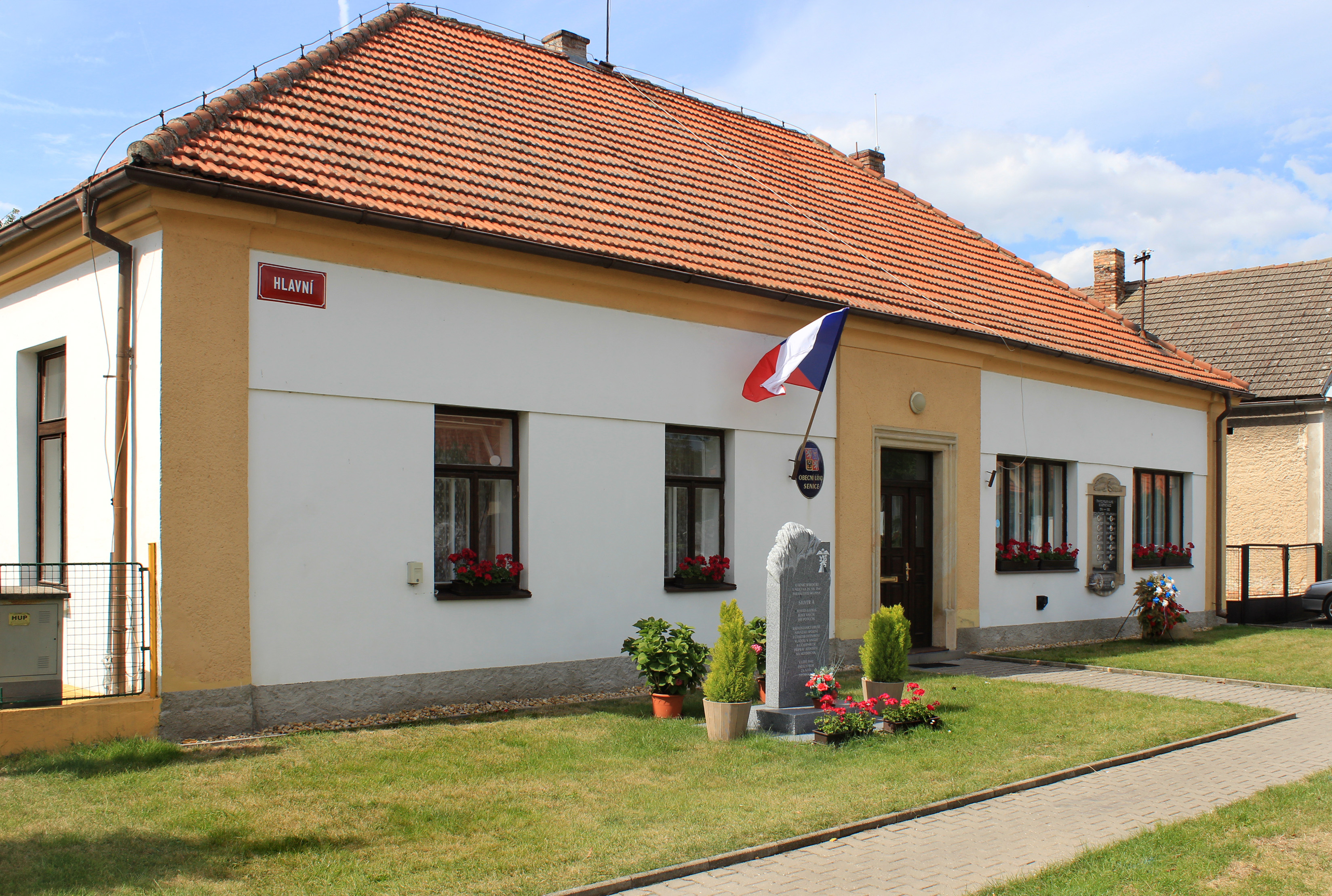
Obecní úřad
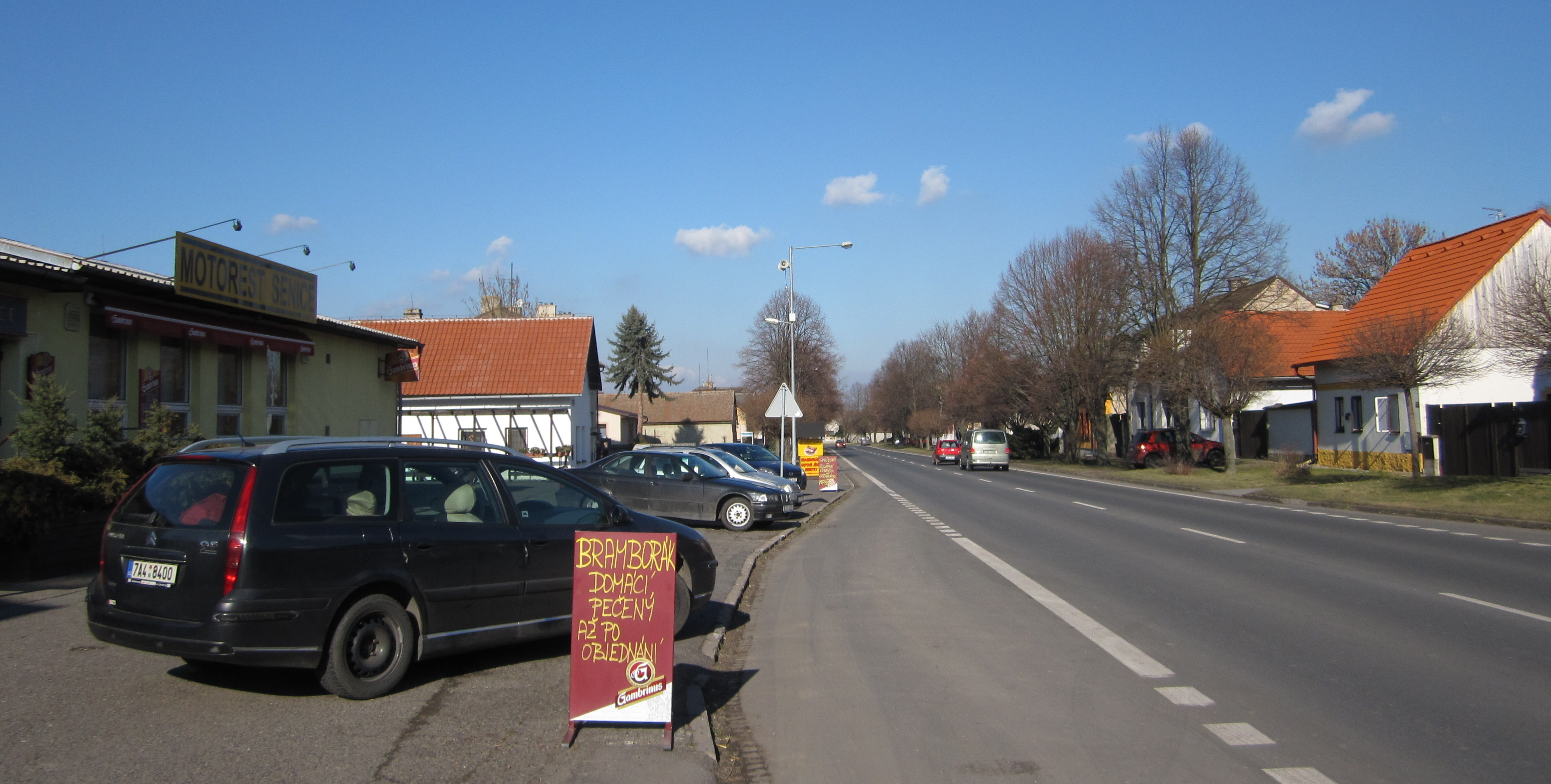
Náves
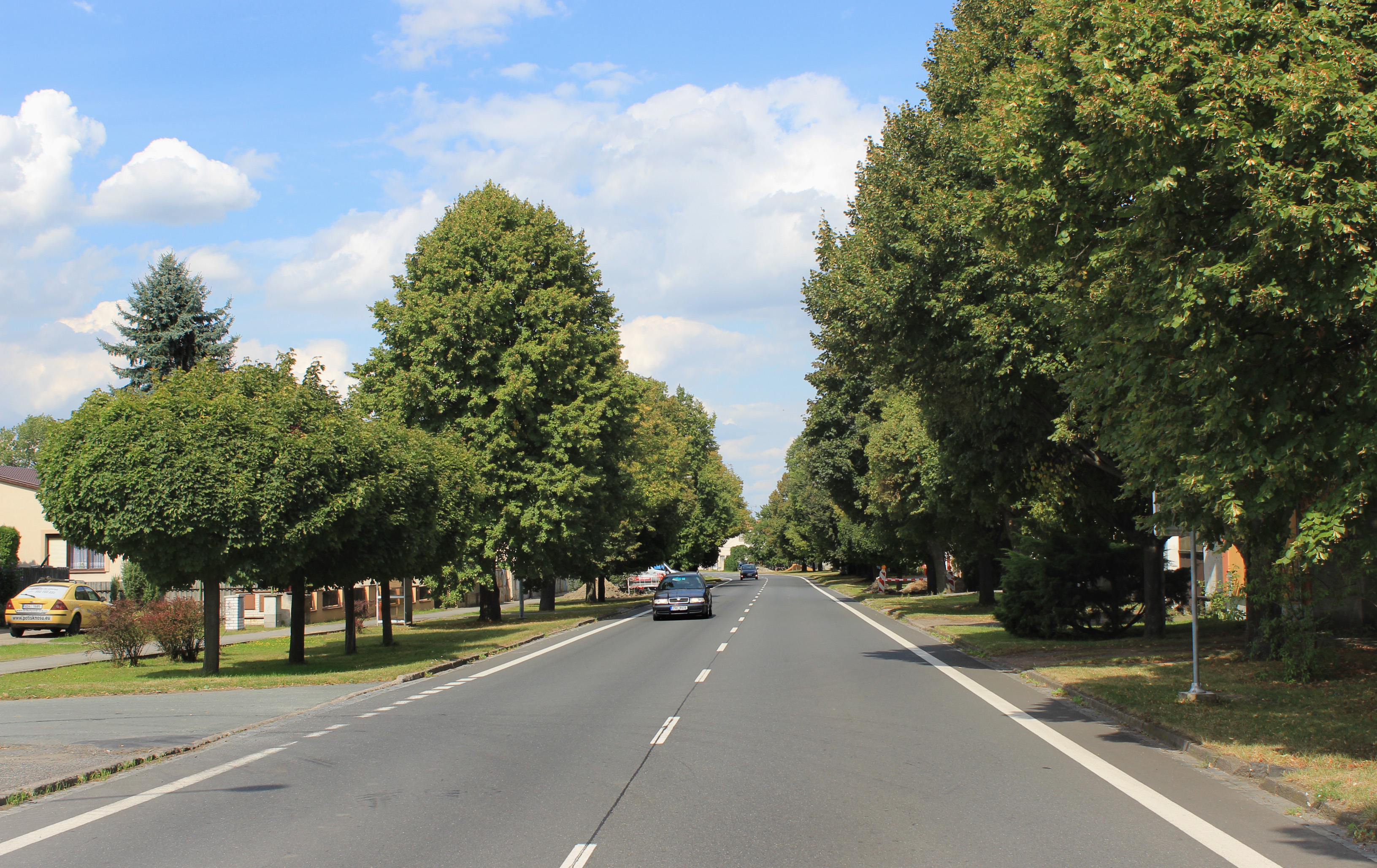
Silnice I/32 na průtahu obcí
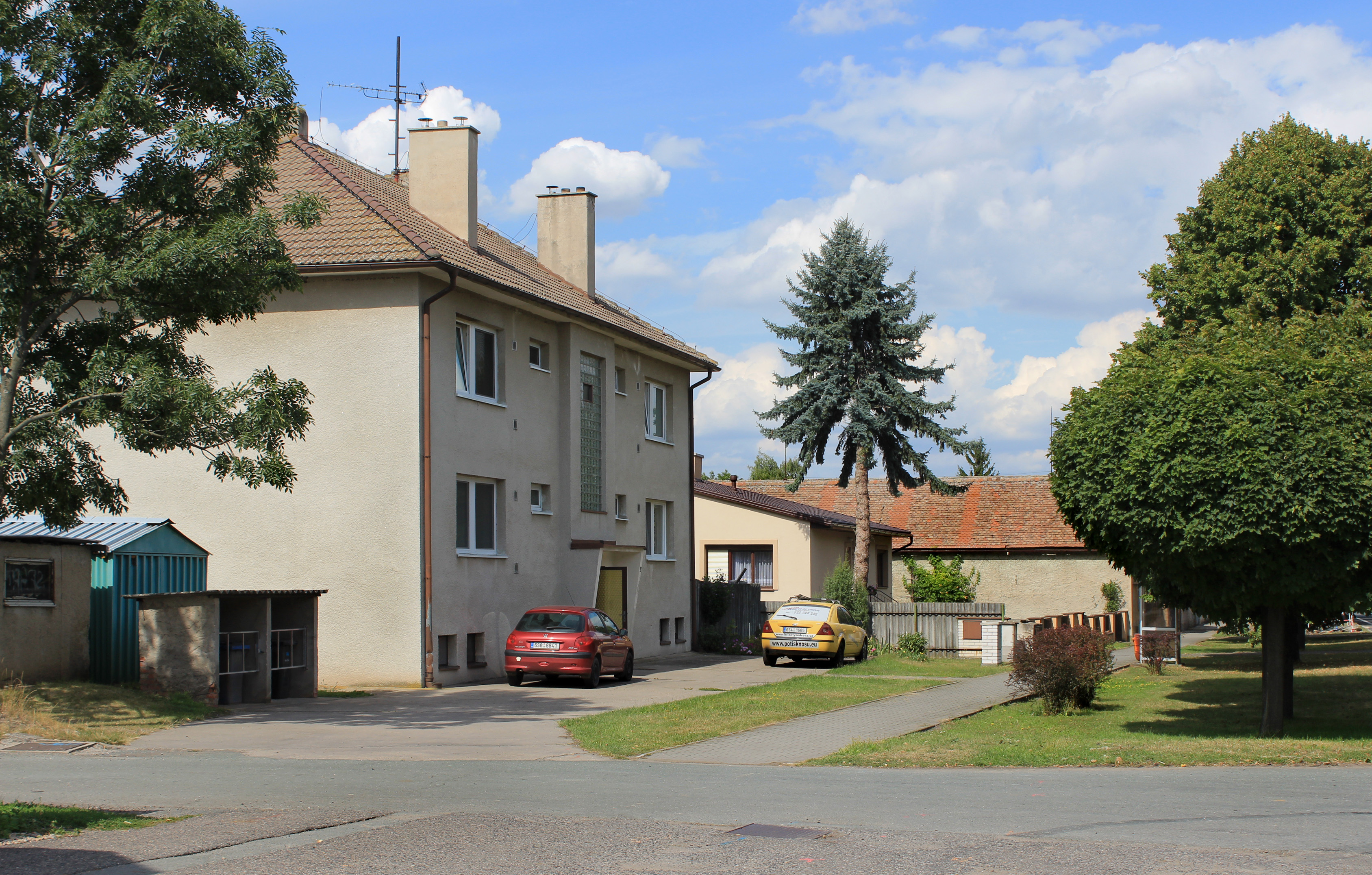
Bytovky
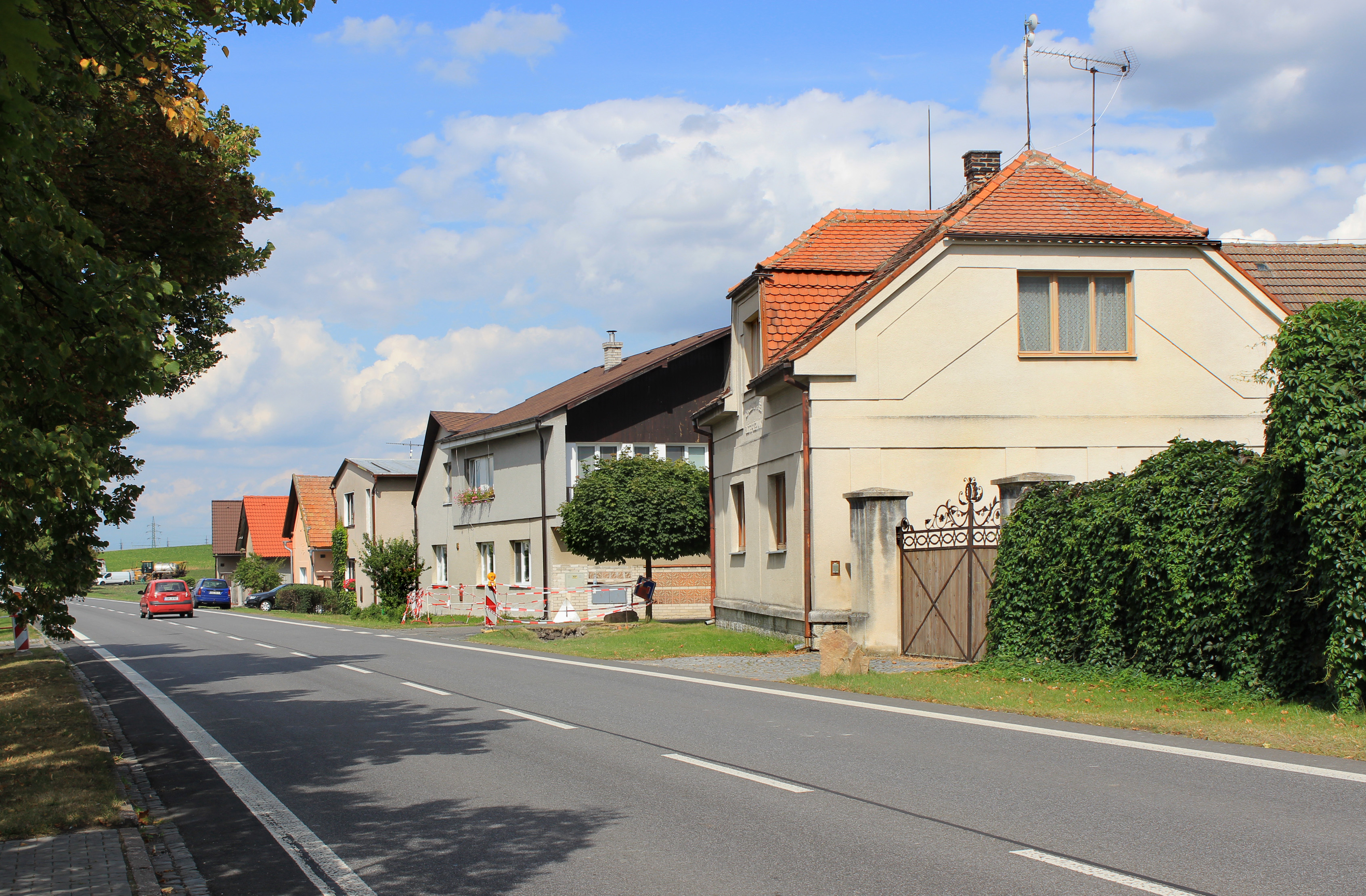
Severní část vesnice